# Gewächshaus-Tausendfüßer

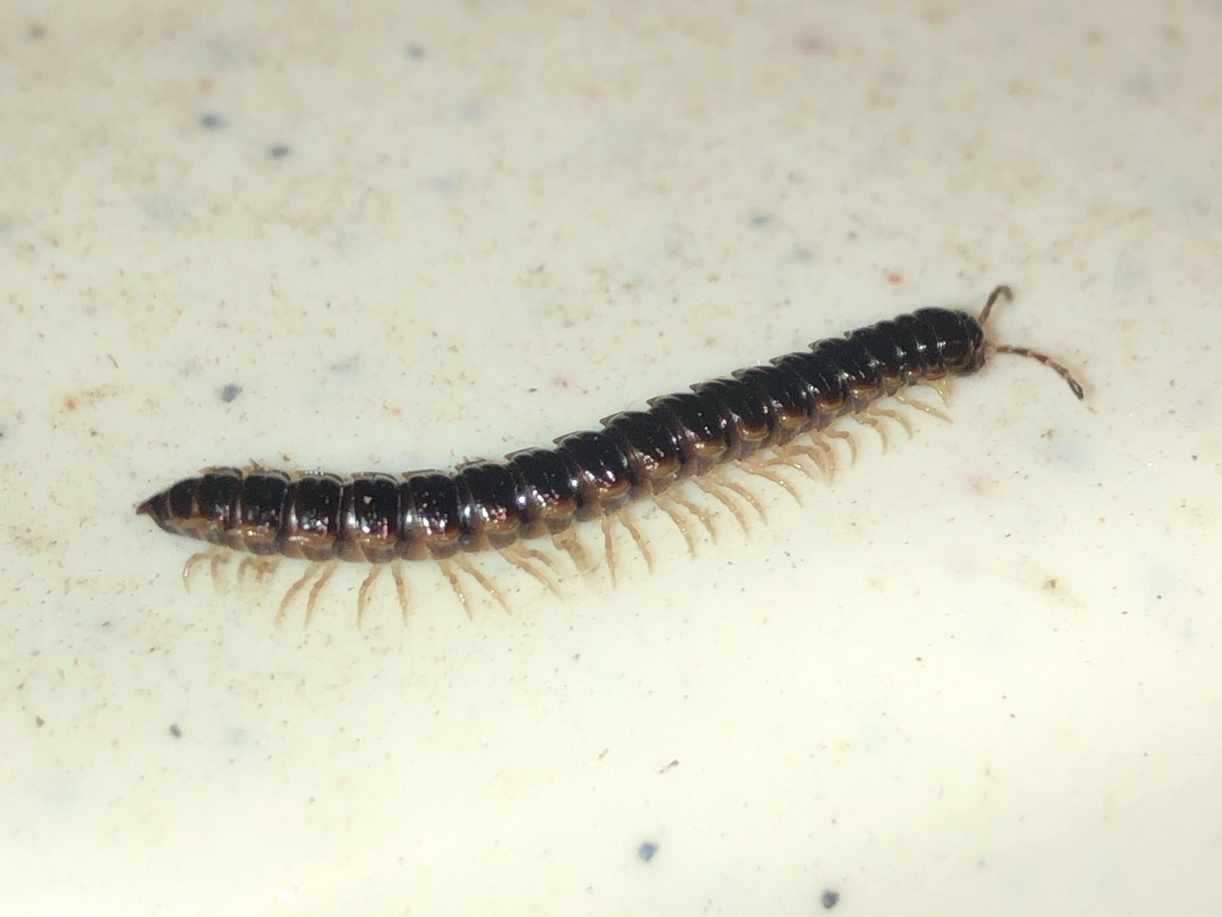
Ein relativ dunkel gefärbtes Exemplar

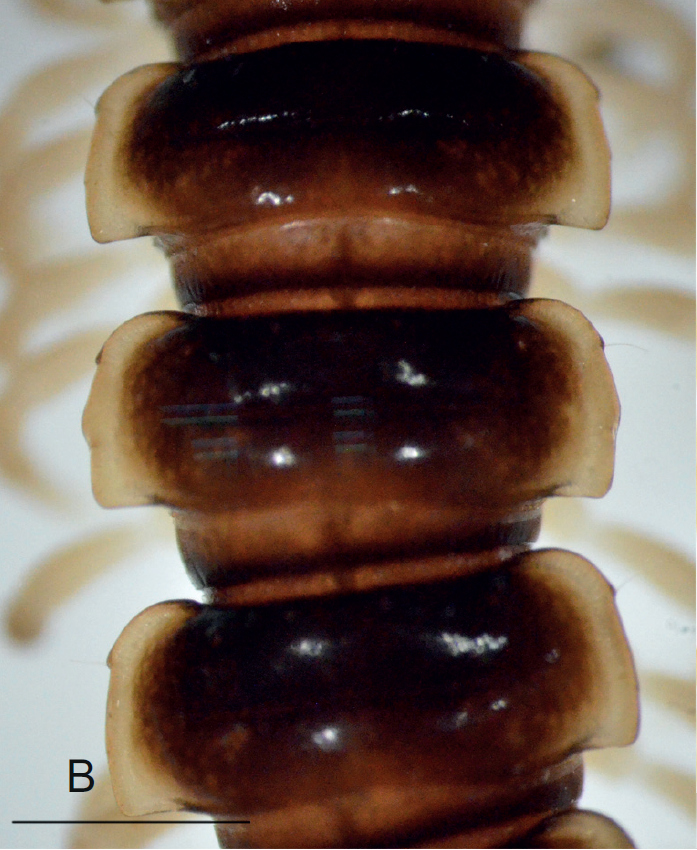
Die Segmente 8 bis 10 eines Männchens aus Japan. Der Skalierungsstrich unten links beträgt 1 mm Länge.

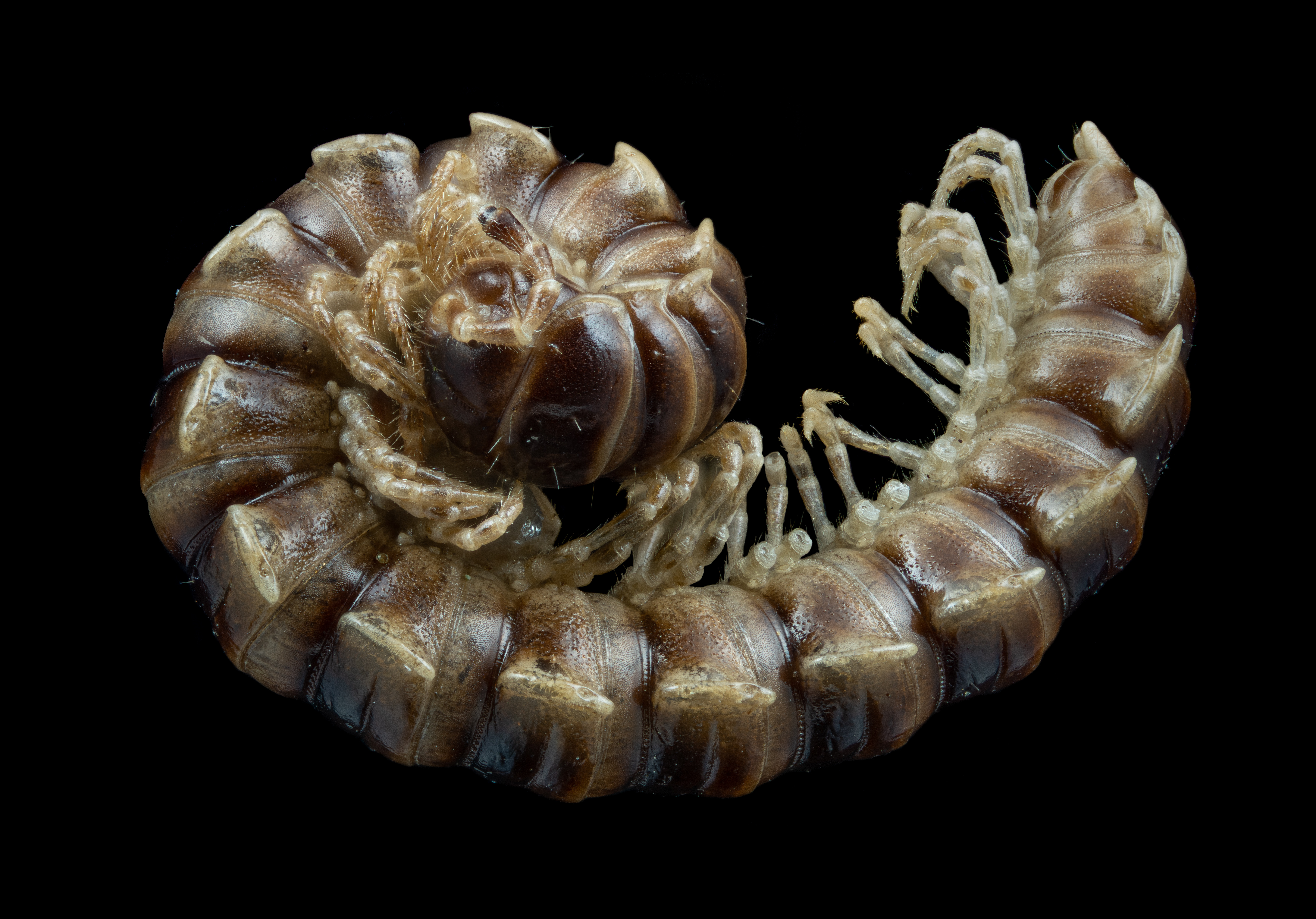
Tote Tiere werden oft eingerollt aufgefunden.

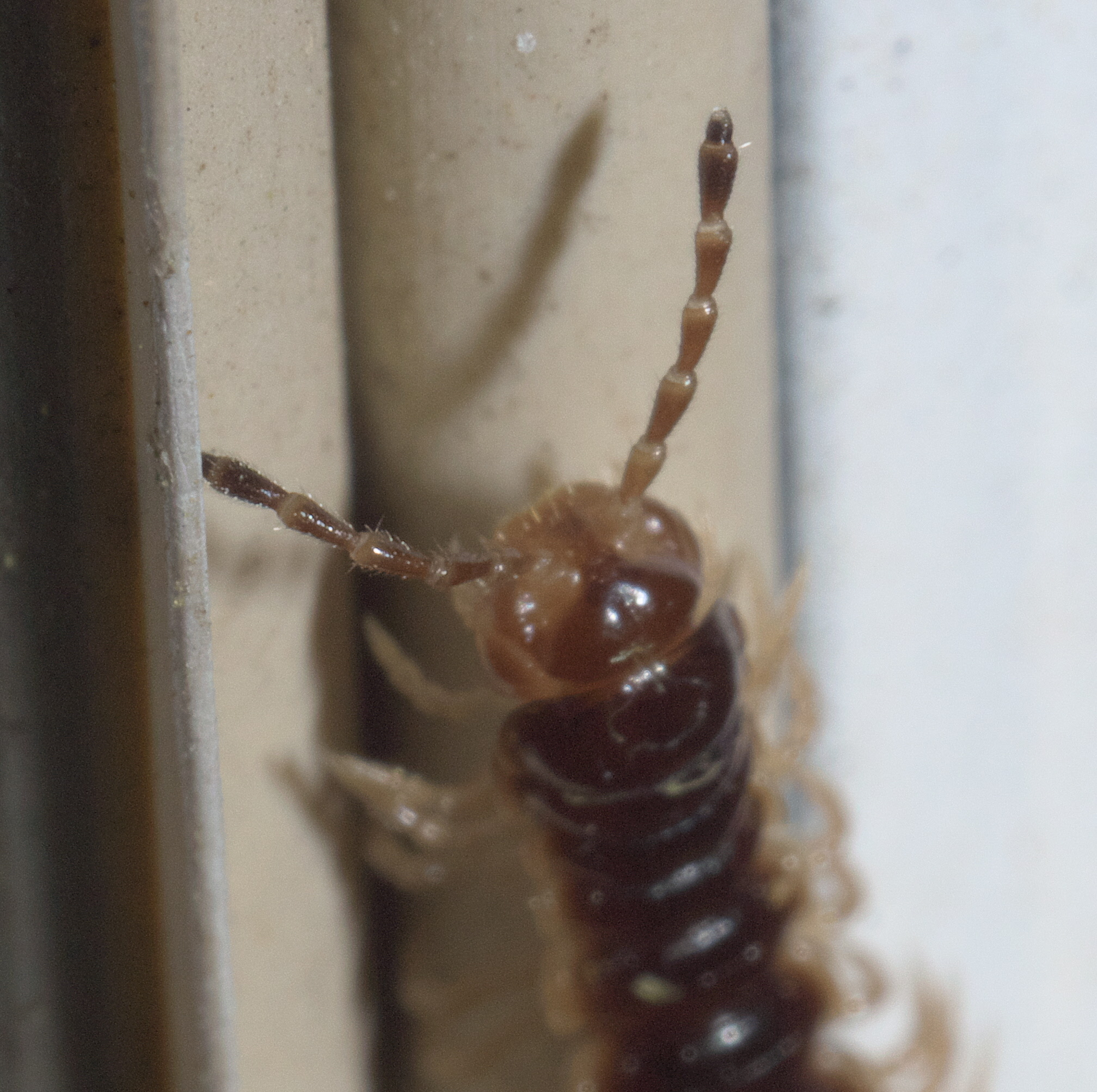
Kopf und Antennen eines Exemplars

Der Gewächshaus-Tausendfüßer (Oxidus gracilis), auch als Treibhaus-Tausendfüßer oder Amerikanischer Garten-Tausendfüßer bezeichnet, ist eine Art der zu den Doppelfüßern gehörenden Bandfüßer und kosmopolitisch verbreitet. Er stammt ursprünglich aus Ost- oder Südostasien und wurde über Pflanzenhandel weltweit in viele Länder eingeschleppt.

## Merkmale
Die Körperlänge adulter Tiere beträgt 16–25 mm, die Körperbreite 2–2,5 mm. Der gewölbte Körper besteht aus 20 Segmenten. Jedes der Rückensegmente weist oberseits eine deutliche Querrille auf. An den Seiten der Segmente befinden sich kleine „Seitenflügel“ (Paranota). Diese sind weiter vorne (anterior) am Körper eher abgerundet, weiter hinten am Körper (posterior) jedoch spitz zulaufend. Der Körper ist braun gefärbt, von kastanienbraun bis stark dunkelbraun, die Beine und Paranota dagegen hell cremefarben. Auch die Antennen sind heller gefärbt als der restliche Körper, jedoch dunkler als die Beine. Sie sind hell geringelt. Die Art besitzt keine Augen.

## Verbreitung und Lebensraum
Ursprünglich war die Art in Japan oder in angrenzenden Gebieten Ostasiens bis Südostasiens verbreitet, wurde aber in weite Teile der Welt eingeschleppt, überwiegend durch Pflanzenhandel. Der manchmal verwendete deutsche Trivialname „Amerikanischer Garten-Tausendfüßer“ ist somit irreführend. Die Art lebt heutzutage zwar weit verbreitet in Nord- und Südamerika und ist womöglich über Amerika nach Europa eingeschleppt worden, ist aber keine ursprünglich amerikanische Art. Heutzutage ist die Art von allen Kontinenten außer der Antarktis bekannt, vor allem aber aus Europa (von Norwegen bis Spanien und Griechenland), Nordamerika (vom südlichen Kanada bis Mexiko, Mittelamerika und die Karibik) und Asien (vor allem in Japan, Korea, China, Indien, Teilen Südostasiens und der Türkei). In Australien und Ozeanien ist die Art ebenfalls weit verbreitet, in Afrika dagegen von weniger Orten bekannt, vor allem aber Südafrika und Madagaskar. Auch auf einigen Inselgruppen, wie Hawaii oder den Azoren ist die Art zu finden. Insgesamt werden tropische, subtropische und gemäßigte Zonen besiedelt, nur in den polaren und kaltgemäßigten Zonen fehlt die Art.
In Europa handelt es sich um eine typische Gewächshausart, die in Gewächshäusern, Baumärkten und Gartencentern anzutreffen ist. Kurzfristig werden auch Gärten und Komposthaufen besiedelt, die kalten Winter Mitteleuropas übersteht die Art im Freiland jedoch nicht. Dies könnte ein Hinweis darauf sein, dass der Ursprung der Art nicht in Japan, sondern in Südostasien liegt, wie manchmal angenommen. Gelegentlich vermehrt sich die Art sehr stark und gilt in Gewächshäusern oder an Wohnhäusern als Plage.

## Lebensweise
Die Gelege bestehen aus 40 bis 150 Eiern. Die Tiere erreichen nach 5–6 Monaten die Geschlechtsreife. Sie können wie viele Tausendfüßer giftige Wehrsekrete ausstoßen. Für Menschen sind diese bei Kontakt harmlos, sorgen aber dafür, dass nur wenige Tiere die Tausendfüßer fressen. Dies ist mit ein Grund dafür, warum die Art bei geeigneten Bedingungen (u. a. hohe Feuchtigkeit und mineralhaltiger Boden) zu Massenvermehrungen neigen kann. Die Art sorgt in Gewächshäusern jedoch für keine Schäden – sie ernährt sich von toten organischen Substanz im Boden (Detritus) und ist daher an der Bodenbildung beteiligt.

## Taxonomie
Die Art wurde 1847 von Carl Ludwig Koch unter dem Namen Fontaria gracilis erstbeschrieben. Weitere Synonyme der Art sind Kalorthomorpha gracilis (C.L.Koch, 1847), Orthomorpha gracilis (C.L.Koch, 1847), Paradesmus gracilis (C.L.Koch, 1847), Polydesmus gracilis (C.L.Koch, 1847), Orthomorpha dasys (Bollmann, 1887), Oxidus dasys (Bollmann, 1888), Paradesmus dasys Bollmann, 1888, Kepolydesmus sontus Chamberlin, 1910 und Oxidus gracilis Cook, 1911.
Innerhalb der Gattung Oxidus sind mehr als zehn Arten bekannt. Die Gattung gehört zur Tribus Sulciferini innerhalb der Unterfamilie Paradoxosomatinae.